# Liste des évêques d'Isernia

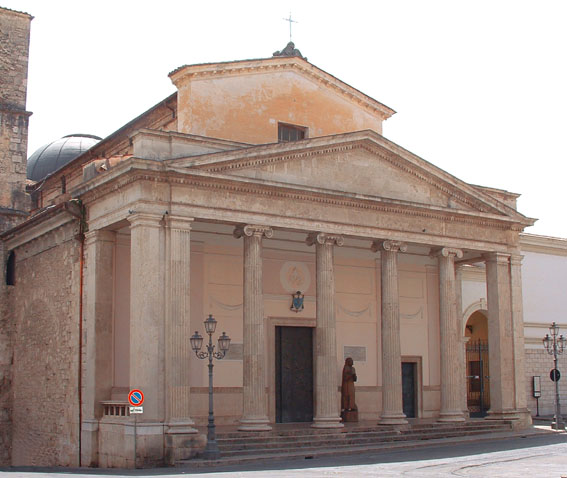
Cathédrale d'Isernia

Le diocèse d'Isernia est un diocèse italien dans le Molise avec siège à Isernia. Le diocèse est fondé au Ve siècle. De 1032 à 1207 et à partir de  1852 le diocèse de Venafro est uni avec le diocèse d'Isernia dans le diocèse d' Isernia et Venafro  (changé de nom en 1986 en diocèse d'Isernia-Venafro). De 1818 à 1852 le diocèse de Venafro est incorporé dans le diocèse d'Isernia.

## Évêques d'Isernia
- Benoît (VIe siècle)
- ? (848)
- ? (854)
- Odelgario (877)
- Lando (946)
- Arderico (964, 975)
- Gérard (1032 - ...)

## Évêques d'Isernia et Venafro
- Pierre de Ravenne, O.S.B. (1059 - ...)
- Léon (1090)
- Mauro (1105 - 1126)
- Rinald (1128)
- Gentil (... - 1195)
- Dario (1208 , 1221)
- Téeodore (1230 - ...)

## Évêques d'Isernia
- Hugues (1244)
- Nicolas Ier. (1258 - 1263)
- Henri de San Germano, O.F.M. (1267 - ...)
- Matthieu (1276)
- Robert (1287)
- Jacques (1302)
- Pierre II (1307 - 1330)
- Corrado Rampini (1330)
- Henri II, O.F.M. (1330 - 1331)
- Guillaume (1332 - ...)
- Filippo Rufini, O.P. (1348 - 1367)
- Paul de  Rome (1367 - 1376)
- Nicolas II (1376 - ...)
- Cristoforo Maroni (1387 - 1389)
- Dominique (1390 - 1402)
- André (1402 - 1402)
- Antonio (1402 - 1404)
- Nicolas III (1404 - ...)
- Lucillo (1414 - ...)
- Bartolomé (1415 - ...)
- Jacques II (1418 - 1469)
- Carlo Setari (1470 - 1486)
- Francesco Adami (1486 - 1497)
- Costantino Castrioto (1498 - 1500)
- Giovanni Olivieri (1500 - 1510)
- Massimo Bruni Corvino (1510 - 1522)
  - Cristoforo Numai, O.F.M. (1522 - 1524) (administrateur apostolique)
- Antonio Numai (1524 - 1567)
  -   Girolamo Grimaldi (1528-1536) (administrateur apostolique)
- Giambattista Lomellini (1567 - 1599)
- Paolo della Corte, C.R. (1600 - 1606)
- Alessio Geromoaddi (1606 - 1611)
- Marcantonio Genovesi (1611 - 1624)
- Gian Gerolamo Campanili (1625 - 1626)
- Diego Merino, O.Carm. (1626 - 1637)
- Domenico Giordani O.F.M. (1637 - 1640)
- Marcello Stella (1640 - 1642)
- Gerolamo Mascambruno (1642 - 1643)
- Pietro Paolo de' Rustici, O.S.B. (1643 - 1652)
- Gerolamo Bollini, O.S.B.Coel. (1653 - 1657)
- Tiburzio Bollini, O.S.B.Coel. (1657 - 1660)
- Michelangelo Catalani, O.F.M.Conv. (1660 - 1672)
- Gerolamo Passarelli (1673 - 1689)
- Michele da Bologna, C.R. (1690 - 1698)
- Biagio Terzi (1698 - 1717)
- Gian Saverio Lioni (1717 - 1739)
- Giacinto Maria Giannucci (1739 - ...)
- Erasmo Mastrilli (1757 - 1769)
- Michelangelo Parata (1769 - ...)
- Michele Ruopoli (1818 - ...)
- Salvatore Maria Pignattaro, O.P. (1823 - 1825)
- Adeodato Gomez Cardosa (1825 - 1834 ?)

## Évêques d'Isernia-Venafro
- Gennaro Saladino (1837 - 1861)
- Antonio Izzo (1872 - ...)
- Agnello Renzullo (1880 - 1890) (* Francesco Paolo Carrano (1891 - 1893)
- Nicola Maria Merola (1893 - 1916)
- Niccolò Rotoli, O.F.M. (1916 - 1932)
- Pietro Tesauri (1933 - 1939)
- Alberto Carinci (1940 - 1948)
- Giovanni Lucato, S.D.B. (1948 - 1962)
- Achille Palmerini (1962 - 1983)
- Ettore Di Filippo (1983 - 1989)
- Andrea Gemma, F.D.P. (1990 - 2006)
  - Armando Dini (2006 - 2007) (administrateur apostolique)
- Salvatore Visco (2007 - 2013)
- Camillo Cibotti (2014 - 2025)